# Пеннелл, Вейн
Вейн Хангерфорд Пеннелл (англ. Vane Hungerford Pennell; 16 августа 1876, Лондон — 17 июня 1939, Борнмут) — британский игрок в рэкетс и жё-де-пом, чемпион летних Олимпийских игр.
Пеннелл участвовал в летних Олимпийских играх 1908 в Лондоне в соревнованиях по рэкетсу в обоих разрядах: одиночном и парном. Первый турнир он начал с четвертьфинала, но проиграл будущему чемпиону Эвану Ноэлю. Затем он вместе с Джоном Джейкобом Астором участвовал в парном соревновании и они стали победителями турнира.
Через некоторое время Пеннелл участвовал в одиночном турнире по жё-де-пому. Он вышел в четвертьфинал, но там проиграл будущему чемпиону Джею Гулду.
После Игр Пеннелл участвовал в Первой мировой войне в звании капитана.